# Ivan Buljan
Ivan Buljan (* 11. prosince 1949 Runovići) je bývalý jugoslávský fotbalista chorvatské národnosti, obránce. V roce 1975 byl vyhlášen jugoslávským fotbalistou roku. Po skončení aktivní kariéry působil jako trenér.

## Fotbalová kariéra
V jugoslávské lize hrál za Hajduk Split, nastoupil ve 192 ligových utkáních, dal 14 gólů a s Hajdukem vyhrál třikrát ligu a čtyřikrát pohár. V roce 1977 přestoupil do německého týmu Hamburger SV, v bundeslize nastoupil ve 106 utkáních, dal 22 ligových gólů a s týmem v roce 1979 bundesligu vyhrál. Kariéru končil v týmu New York Cosmos, se kterým v roce 1982 vyhrál North American Soccer League. V Poháru mistrů evropských zemí nastoupil v 18 utkáních a dal 5 gólů, v Poháru vítězů pohárů nastoupil v 6 utkáních a dal 1 gól a v Poháru UEFA nastoupil v 5 utkáních a dal 1 gól. V Superpoháru UEFA nastoupil v 1 utkání. Celkem za reprezentaci Jugoslávie nastoupil v letech 1973-1981 ve 36 utkáních a dal 2 góly. Byl členem jugoslávské reprezentace na Mistrovství světa ve fotbale 1974, nastoupil ve všech 6 utkáních a na Mistrovství Evropy ve fotbale 1976, kdy nastoupil ve 2 utkáních.

## Ligová bilance
| Ročník                                 | Zápasy | Góly | Klub         |
| -------------------------------------- | ------ | ---- | ------------ |
| Jugoslávská Prva liga 1967/1968        | 1      | 0    | Hajduk Split |
| Jugoslávská Prva liga 1968/1969        | 15     | 3    | Hajduk Split |
| Jugoslávská Prva liga 1969/1970        | 21     | 1    | Hajduk Split |
| Jugoslávská Prva liga 1970/1971        | 16     | 1    | Hajduk Split |
| Jugoslávská Prva liga 1971/1972        | 26     | 0    | Hajduk Split |
| Jugoslávská Prva liga 1972/1973        | 22     | 2    | Hajduk Split |
| Jugoslávská Prva liga 1973/1974        | 25     | 2    | Hajduk Split |
| Jugoslávská Prva liga 1974/1975        | 33     | 1    | Hajduk Split |
| Jugoslávská Prva liga 1975/1976        | 33     | 4    | Hajduk Split |
| Jugoslávská Prva liga 1976/1977        | 0      | 0    | Hajduk Split |
| Německá fotbalová Bundesliga 1977/1978 | 19     | 2    | Hamburger SV |
| Německá fotbalová Bundesliga 1978/1979 | 32     | 5    | Hamburger SV |
| Německá fotbalová Bundesliga 1979/1980 | 24     | 7    | Hamburger SV |
| Německá fotbalová Bundesliga 1980/1981 | 28     | 8    | Hamburger SV |
| CELKEM 1. jugoslávská liga             | 192    | 14   |              |
| CELKEM Německá fotbalová Bundesliga    | 103    | 22   |              |